# Smutna Góra
Smutna Góra (Chełmska Góra) – wzgórze o wysokości 284,57 m n.p.m. znajdujące się w Chełmie Śląskim, w powiecie bieruńsko-lędzińskim, w województwie śląskim. 
Jesienią 1831 r. wybuchła w Chełmie epidemia cholery, która pochłonęła 218 ofiar. Ze względu na ochronę wody w studniach w gminie, umarłych nie grzebano na miejscowym cmentarzu, lecz wywożono w skrzyni z otwieranym dnem i grzebano w piaskach zbocza wzgórza, będącego własnością kościelną. Po tragicznych wydarzeniach otrzymała nową nazwę „Smutna Góra”. W miejscu zbiorowej mogiły – cmentarza mieszkańcy Chełmu w 1831 r. wznieśli krzyż. Z inicjatywy miejscowych księży na wzgórzu postawiono „Bramę Tysiąclecia”.

## Galeria

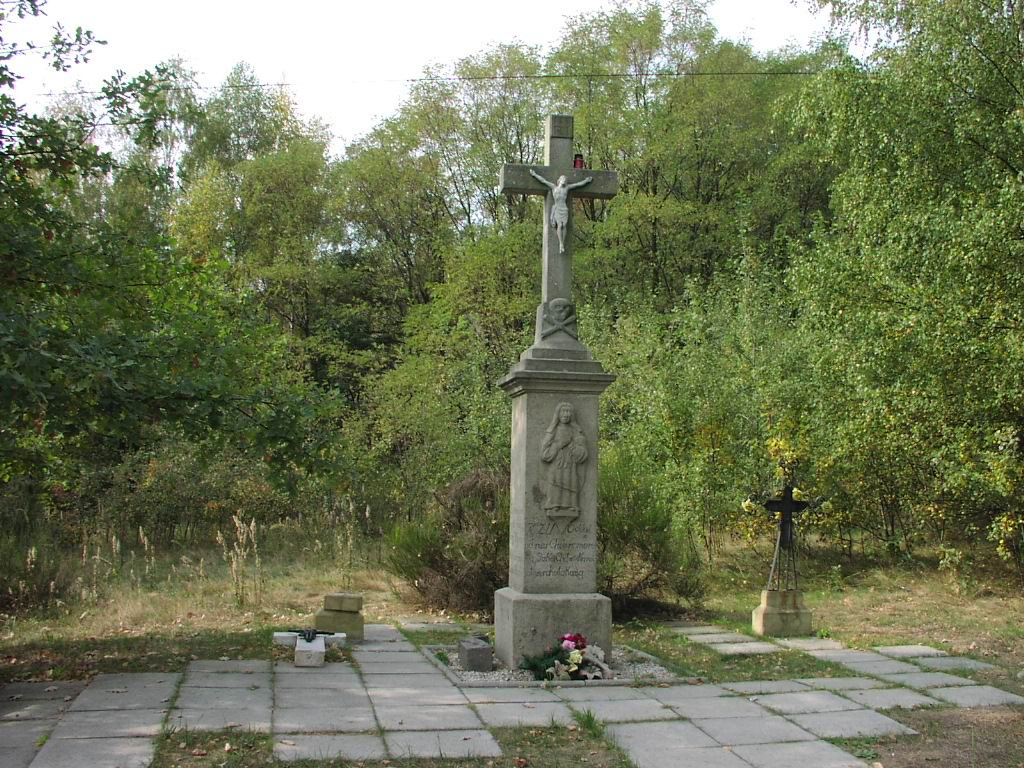
Cmentarz
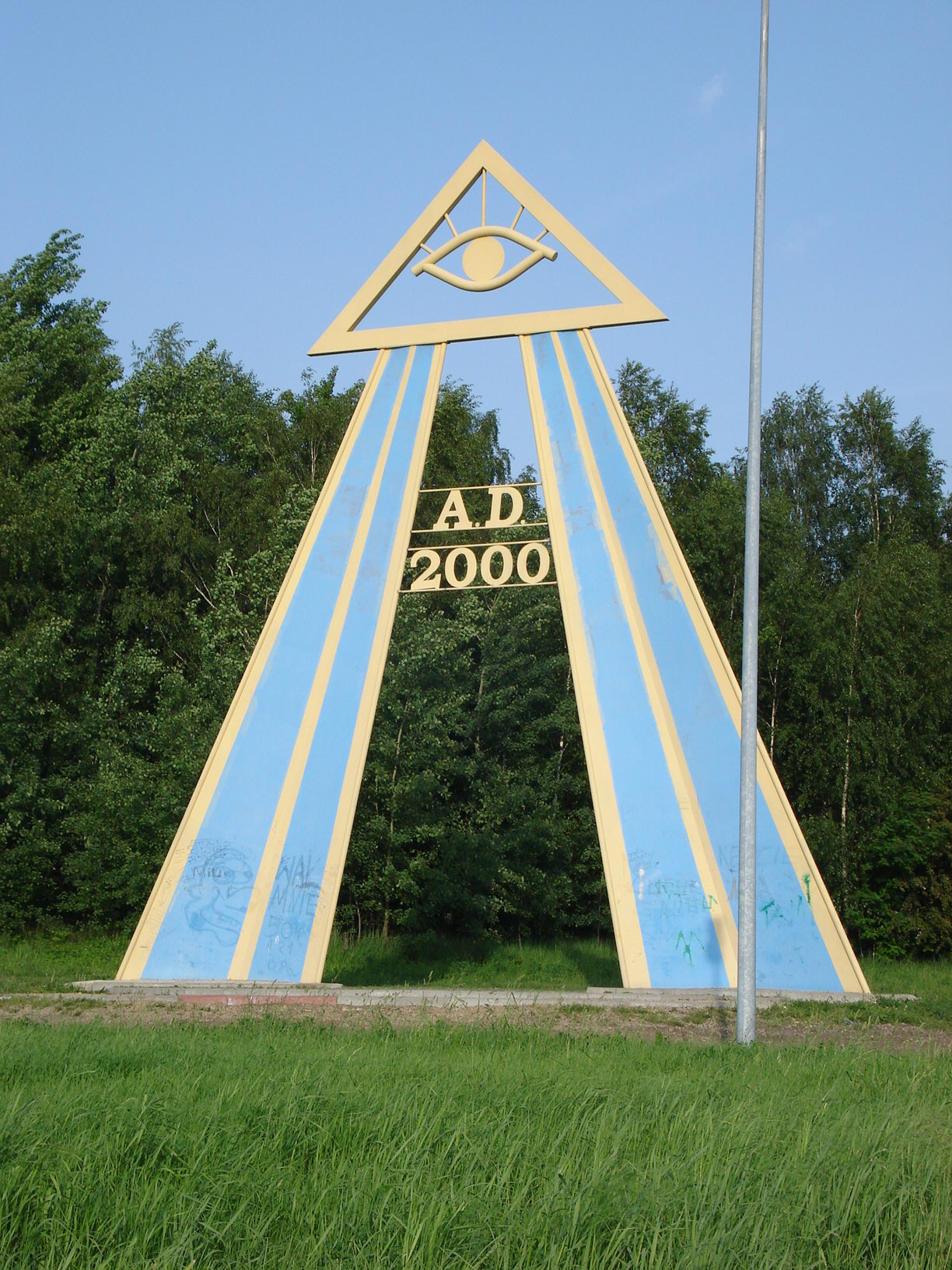
Brama Tysiąclecia